# Myxillidae
Myxillidae is een familie van sponsdieren uit de klasse van de Demospongiae (gewone sponzen).

## Geslachten
- Damiriopsis Burton, 1928
- Ectyonopsis Carter, 1883
- Hymenancora Lundbeck, 1910
- Melonanchora Carter, 1874
- Myxilla Schmidt, 1862
- Plocamiancora Topsent, 1927
- Psammochela Dendy, 1916
- Stelodoryx Topsent, 1904